# 八木原站
八木原站（日语：／ Yagihara eki */?）是位於群馬縣澀川市八木原1145號，東日本旅客鐵道（JR東日本）的上越線車站。
吾妻線列車會從澀川站駛入至上越線至高崎站。

## 歷史
- 1921年（大正10年）7月1日：國鐵上越南線新前橋站至澀川站之間開業，此站啟用。
- 1971年（昭和46年）10月1日：結束行李起卸業務，同時除了專用線到達或出發外，結束其他貨物起卸業務。
- 1987年（昭和62年）4月1日：伴隨國鐵分割民營化，車站由東日本旅客鐵道（JR東日本）和日本貨物鐵道（JR貨物）營運。
- 2000年（平成12年）3月：再沒有貨物列車到達或出發。
- 2004年（平成16年）10月16日：此站可以使用IC卡「Suica」。
- 2017年（平成29年）4月30日：綠色窗口結業。
- 2020年（令和2年）8月21日：引入車站自動廣播（日语：駅自動放送）（在這之前為車站職員直接廣播）。

## 車站構造
車站是一座地面車站，設有1面1線的單式月台和1面2線的島式月台，2面3線的月台。2號月台路軌靠近高崎一方的轉轍器已經撤走，因此不能使用。另外，3號月台東邊設有數條側線。各月台之間設有跨線橋連接。
車站大樓是一座瓦頂木造建築物。此站曾經是直營車站，現時是業務委託車站，委托JR東日本車站服務負責車站業務。此站設有自動售票機，可使用IC卡Suica（簡易Suica閘機）。

### 月台
| 月台 | 路線                    | 上下行 | 方向                     |
| ---- | ----------------------- | ------ | ------------------------ |
| 1    | ■上越線                 | 下行   | 沼田、水上方向           |
| 1    | ■吾妻線                 | 下行   | 中之條、長野原草津口方向 |
| 3    | ■上越線 （包含■吾妻線） | 上り   | 高崎、上野方向           |

參考

## 貨物起卸
現時在JR貨物車站是臨時車載貨物起卸車站。沒有定期貨運列車。
曾經在此站設有專用線前往上越線東邊的電氣化學工業澀川服務站的專用線。從青海站運送水泥至到此處，在2000年3月廢止。隨後，沒有貨運列車到達或出發。

## 使用狀況
JR東日本
根據「JR東日本」資料，在2019年度（令和元年度）1日平均乘車人次為1,080人。
以下為近年乘車人次變化：
| 乘車人次變化       | 乘車人次變化     | 乘車人次變化    |
| 年度               | 1日平均 乘車人次 | 參考資料        |
| ------------------ | ---------------- | --------------- |
| 2000年（平成12年） | 1,064            | [ 利用客数 2 ]  |
| 2001年（平成13年） | 1,070            | [ 利用客数 3 ]  |
| 2002年（平成14年） | 1,057            | [ 利用客数 4 ]  |
| 2003年（平成15年） | 1,054            | [ 利用客数 5 ]  |
| 2004年（平成16年） | 1,036            | [ 利用客数 6 ]  |
| 2005年（平成17年） | 1,050            | [ 利用客数 7 ]  |
| 2006年（平成18年） | 1,010            | [ 利用客数 8 ]  |
| 2007年（平成19年） | 1,013            | [ 利用客数 9 ]  |
| 2008年（平成20年） | 1,012            | [ 利用客数 10 ] |
| 2009年（平成21年） | 999              | [ 利用客数 11 ] |
| 2010年（平成22年） | 992              | [ 利用客数 12 ] |
| 2011年（平成23年） | 956              | [ 利用客数 13 ] |
| 2012年（平成24年） | 973              | [ 利用客数 14 ] |
| 2013年（平成25年） | 1,022            | [ 利用客数 15 ] |
| 2014年（平成26年） | 1,015            | [ 利用客数 16 ] |
| 2015年（平成27年） | 1,059            | [ 利用客数 17 ] |
| 2016年（平成28年） | 1,050            | [ 利用客数 18 ] |
| 2017年（平成29年） | 1,066            | [ 利用客数 19 ] |
| 2018年（平成30年） | 1,087            | [ 利用客数 20 ] |
| 2019年（令和元年） | 1,080            | [ 利用客数 1 ]  |

JR貨物
在1999年度（平成11年度）貨物起卸量中，發送為約4,745公噸，到達為約46,720公噸。

## 車站周邊
車站周邊是三國街道的宿場町「八木原」。車站鄰近北群馬郡吉岡町的邊界。
- 澀川八木原郵局
- 澀川市立古卷小學
- 澀川市立古卷中學
- 南澀川汽車學校
- 佐久發電廠（日语：佐久発電所）
- 電氣化學工業（日语：電気化学工業）澀川工場八木原分工場
- 電氣化學工業澀川服務站
- 國道17號
- 群馬縣道25號高崎澀川線（日语：群馬県道25号高崎渋川線）
- 群馬縣道26號高崎安中澀川線（日语：群馬県道26号高崎安中渋川線）
- 群馬縣道162號八木原停車場線（日语：群馬県道162号八木原停車場線）
- 群馬縣道163號八木原停車場小倉線（日语：群馬県道163号八木原停車場小倉線）

## 巴士路線
| 巴士站     | 系統                             | 主要途經                             | 目的地       | 巴士公司     | 備註 |
| ---------- | -------------------------------- | ------------------------------------ | ------------ | ------------ | ---- |
|            | 澀川溫泉－澀川Skyland Park線     | 行幸田團地、澀川站、澀川Skyland Park | 春菜平和墓地 | 澀川市鎮巴士 |      |
| 北橘循環線 | 行幸田東                         | 澀川站                               |              | 澀川市鎮巴士 |      |
|            | 澀川溫泉－澀川Skyland Park線     |                                      | 澀川溫泉     | 澀川市鎮巴士 |      |
| 北橘循環線 | 阪東橋東、北橘綜合分所前、上南室 | 澀川站                               |              | 澀川市鎮巴士 |      |

## 其他
車站位於澀川市南部的古卷地區（舊北群馬郡古卷村）和利根川分流瀧澤川北岸。在澀川市中最南車站。

## 相鄰車站
東日本旅客鐵道（JR東日本）
■上越線、■吾妻線（吾妻線高崎站至澀川站之間為上越線）
群馬總社－八木原－澀川

## 注腳

### 使用狀況
1. 1 2  . 東日本旅客鐵道.   [2020-07-12]. （原始内容存档于2020-07-11） （日语）.
2. ↑  . 東日本旅客鐵道.   [2019-04-11]. （原始内容存档于2019-03-27） （日语）.
3. ↑  . 東日本旅客鐵道.   [2019-04-11]. （原始内容存档于2019-03-27） （日语）.
4. ↑  . 東日本旅客鐵道.   [2019-04-11]. （原始内容存档于2019-03-27） （日语）.
5. ↑  . 東日本旅客鐵道.   [2019-04-11]. （原始内容存档于2019-03-27） （日语）.
6. ↑  . 東日本旅客鐵道.   [2019-04-11]. （原始内容存档于2019-03-27） （日语）.
7. ↑  . 東日本旅客鐵道.   [2019-04-11]. （原始内容存档于2019-03-27） （日语）.
8. ↑  . 東日本旅客鐵道.   [2019-04-11]. （原始内容存档于2019-03-27） （日语）.
9. ↑  . 東日本旅客鐵道.   [2019-04-11]. （原始内容存档于2019-04-02） （日语）.
10. ↑  . 東日本旅客鐵道.   [2019-04-11]. （原始内容存档于2019-03-27） （日语）.
11. ↑  . 東日本旅客鐵道.   [2019-04-11]. （原始内容存档于2019-03-27） （日语）.
12. ↑  . 東日本旅客鐵道.   [2019-04-11]. （原始内容存档于2019-03-27） （日语）.
13. ↑  . 東日本旅客鐵道.   [2019-04-11]. （原始内容存档于2019-03-27） （日语）.
14. ↑  . 東日本旅客鐵道.   [2019-04-11]. （原始内容存档于2019-03-27） （日语）.
15. ↑  . 東日本旅客鐵道.   [2019-04-11]. （原始内容存档于2016-04-04） （日语）.
16. ↑  . 東日本旅客鐵道.   [2019-04-11]. （原始内容存档于2019-03-27） （日语）.
17. ↑  . 東日本旅客鐵道.   [2019-04-11]. （原始内容存档于2019-03-23） （日语）.
18. ↑  . 東日本旅客鐵道.   [2019-04-11]. （原始内容存档于2019-03-27） （日语）.
19. ↑  . 東日本旅客鐵道.   [2019-04-11]. （原始内容存档于2019-03-25） （日语）.
20. ↑  . 東日本旅客鐵道.   [2019-07-12]. （原始内容存档于2019-07-05） （日语）.

## 外部連結
- 車站資訊（八木原）：東日本旅客鐵道
- 國土地理院地圖參閲服務 （页面存档备份，存于） - 八木原站周邊的1/25000地形圖 （页面存档备份，存于）（日語）